# El padrino: La venganza
El padrino: La venganza (cuyo título original en inglés es The Godfather's Revenge) es una novela escrita por Mark Winegardner y publicada por primera vez en 2006. Es una continuación de la famosa novela de Mario Puzo El padrino, que había sido llevada al cine en 1972 bajo ese mismo título, con gran éxito.
Para escribir El padrino: La venganza Winegardner obtuvo la autorización de Puzo. La novela supone el tercer y último capítulo de la saga novelística, que no de la saga cinematográfica. Esta última ya había concluido con una tercera película (El padrino III), pero ambas terceras partes no coinciden en sus respectivas tramas, lo que implica que estas dos sagas, la saga de novelas y la saga de películas, son dos continuaciones diferentes (y divergentes) de la novela inicial de 1969. Además de darle continuidad a la novela de 1969, El padrino: La venganza es también la continuación de las novelas El siciliano (1984, de Puzo) y El padrino: El regreso (2004, de Winegardner).

## Autor
Mark Winegardner es profesor y director del programa de escritura creativa en la Florida State University. Es también autor de El padrino: El regreso, novela también referida a hechos realizados por los personajes de la novela original de Mario Puzo.

## Argumento
Este tercer capítulo sitúa la acción al principio de la década de los sesenta del siglo XX, y continúa mostrando la actividad de una familia mafiosa, el Clan de los Corleone, y de su padrino o jefe, Michael Corleone. Es un relato ficticio en el que se entremezclan referencias a personajes y situaciones de la vida política, social y mafiosa real de la época retratada.
Personajes como el expresidente de los EE. UU., John F. Kennedy y su hermano, el fiscal general Robert, Frank Sinatra y sucesos de la historia reciente estadounidense como el asesinato de este presidente, conocidos fracasos de producciones cinematográficas millonarias o elementos de la desaparición (y posterior leyenda urbana) de Jimmy Hoffa se intuyen retratados bajo nombres falsos y localizaciones distintas. Se entremezclan sucesos reales con sucesos ficticios o supuestamente ficticios. En ningún momento se identifican esos sucesos con la vida real, e incluso alguno de los personajes afirma coincidir y/o conocer a sus sosias reales.

## Traducción al castellano
Editorial Planeta, que ya había traducido en 2005 la novela anterior, El padrino: El regreso, publicó en 2007 su traducción de El padrino: La venganza.